# Easy Come Easy Go (George Strait)
Easy Come Easy Go è il tredicesimo album in studio del cantante di musica country statunitense George Strait, pubblicato nel 1993.

## Tracce
1. Stay out of My Arms (Jim Lauderdale) - 2:35
2. Just Look at Me (Gerald Smith, Curtis Wayne) - 3:08
3. Easy Come, Easy Go (Aaron Barker, Dean Dillon) - 3:02
4. I'd Like to Have That One Back (Barker, Bill Shore, Rick West) - 3:51
5. Lovebug (Wayne Kemp, Wayne) - 2:50
6. I Wasn't Fooling Around (Lauderdale, John Leventhal) - 3:00
7. Without Me Around (Dillon, John Northrup) - 3:26
8. The Man in Love with You (Steve Dorff, Gary Harju) - 3:22
9. That's Where My Baby Feels at Home (Kemp, Wayne, Faron Young) - 2:44
10. We Must Be Loving Right (Clay Blaker, Roger Brown) - 3:34